# François Guizot
Pour les articles homonymes, voir Guizot.
François Guizot, né le 4 octobre 1787 à Nîmes et mort le 12 septembre 1874 à Saint-Ouen-le-Pin, est un historien et homme d'État français, membre de l'Académie française à partir de 1836, plusieurs fois ministre sous la monarchie de Juillet, en particulier des Affaires étrangères de 1840 à 1848 et président du Conseil en 1847, avant d'être renversé par la révolution française de 1848.
Il joue aussi un rôle important dans l'histoire de l'école en France, en tant que ministre de l'Instruction publique, par la loi de 1833, demandant la création d'une école primaire par commune et d'une école normale primaire par département.

## Biographie

### Origines familiales, enfance
François Pierre Guillaume Guizot naquit à Nîmes dans une famille protestante, alors que l'édit de Fontainebleau était toujours en vigueur : l'édit de Versailles rétablissant la tolérance de leur culte et l'état-civil pour les protestants fut promulgué en novembre 1787. Son père, André, avocat, est le fils de Jean Guizot, « pasteur au Désert ». En décembre 1786, André Guizot épousa à Nîmes Élisabeth-Sophie Bonicel, née en 1765 dans une famille originaire du Pont-de-Montvert. Après François, ils eurent un autre fils, Jean-Jacques (1789-1835).
Durant la Terreur, André Guizot, partisan des Girondins et accusé de fédéralisme, fut exécuté le 8 avril 1794.
À partir de ce moment, sa mère, une femme frêle, aux manières simples, mais d'une grande force de caractère, prit en charge son éducation. C'était une huguenote typique du XVIIIe siècle[à développer], dont les principes et le sens du devoir étaient inébranlables. Victor Hugo se rappela l’avoir vue aux soirées officielles, vêtue de façon austère « en guimpe et coiffe noire ». Il rapporta aussi que Guizot aimait rappeler à sa mère le temps où sa grand-mère à elle leur racontait comment les dragons la poursuivaient dans les montagnes cévenoles et que les balles trouaient ses jupes. Elle forgea le caractère de son fils et partagea par la suite toutes les vicissitudes de sa vie, présente auprès de lui au temps de sa puissance comme durant son exil (après 1848), à Londres, où elle est enterrée au cimetière de Kensal Green.

### Jeunesse

#### Genève (1794-1805)
Chassés de Nîmes par la Révolution, madame Guizot et son fils partirent pour Genève, où il reçut une solide éducation. Les théories de Jean-Jacques Rousseau influencèrent madame Guizot. Elle était fermement libérale et elle adopta l'idée, inculquée dans l’Émile, que tout homme devait connaître un métier manuel. Guizot apprit la menuiserie et réussit à construire une table de ses propres mains, qu’il conserva. Cependant, dans l'ouvrage qu’il intitula Mémoires de mon temps, Guizot omet les détails de son enfance.
Physiquement fort, Guizot, bon cavalier, avait une puissance de travail considérable.

#### Son arrivée à Paris
Lorsqu’il arriva à Paris à 18 ans en 1805 pour poursuivre ses études à la faculté de droit, ses talents littéraires, développés par l'éducation de cette époque, lui permirent d'entrer comme tuteur dans la maison de Philipp Albert Stapfer, ancien ministre de Suisse à Paris. Il se mit bientôt à écrire dans un journal édité par Jean Baptiste Antoine Suard, le Publiciste, ce qui l’introduisit dans le milieu littéraire parisien.
En octobre 1809, à 22 ans, sa critique sur Les Martyrs de François-René de Chateaubriand reçut l’approbation et les remerciements de l’auteur et il continua à contribuer à des périodiques. Chez Suard, il fit la connaissance de Pauline de Meulan, une femme de 14 ans son aînée, noble et libérale de l’Ancien Régime, contrainte par les épreuves de la Révolution de gagner sa vie dans la littérature et engagée pour la rédaction d’une série d’articles dans le Publiciste. Ces contributions furent interrompues par sa maladie, mais immédiatement reprises par un rédacteur inconnu. On découvrit que c’était François Guizot qui la remplaçait. Cette collaboration se transforma en amitié, puis en amour et, en 1812, mademoiselle de Meulan, autrice de nombreux travaux sur l’éducation, épousa le jeune homme. Elle mourut en 1827.

#### Situation familiale
François Guizot et Pauline de Meulan eurent un fils unique, nommé François, né en 1815 et mort en 1837 de pleurésie.
Pauline de Meulan meurt en 1827 d’une maladie pulmonaire, et en 1828, Guizot épouse Élisa Dillon de 16 ans sa cadette, nièce de sa première femme et également auteur. Elisa meurt à son tour en 1833, à 29 ans, d’une fièvre puerpérale liée à l’accouchement d’un enfant. Elle laisse deux filles, Henriette (1829-1908) et Pauline (1831-1874), et un fils, Guillaume (1833-1892), qui seront élevés en partie par Rosine de Chabaud-Latour, amie proche et aînée de 10 ans de Mme Guizot qui l'avait assistée dans ses premières tâches éducatives. Guillaume Guizot deviendra un homme de lettres remarqué, professeur au Collège de France et haut fonctionnaire.
À partir de 1836, Guizot connut en outre une relation avec l'élégante Dorothea von Benckendorff, princesse de Lieven (1785-1857), originaire de Riga.

### Ses débuts professionnels et politiques (1809-1830)
Pendant l’Empire, Guizot, entièrement absorbé par ses travaux littéraires, publia une collection de synonymes (1809), un essai sur les beaux-arts (1811) et une traduction des travaux d’Edward Gibbon, accompagné de notes (1812) dont notamment Histoire de la décadence et de la chute de l'Empire romain qu'il traduisit en commun avec Pauline de Meulan. Ces écrits le firent remarquer par Louis de Fontanes, grand maître de l’Université, qui lui octroya la chaire d’histoire moderne à la Sorbonne en 1812 (il y avait été auparavant professeur adjoint du 11 avril au 25 juillet 1812). De 1812 à 1829, il participa à de nombreuses soutenances de thèses de doctorat ès lettres, en qualité de membre du jury. Son premier cours magistral fut donné le 11 décembre 1812. Il omit le compliment à l’Empereur, en dépit des conseils de son maître, mais son cours marqua le début du renouveau dans la recherche historique en France au XIXe siècle. Il avait alors acquis une position considérable dans la société parisienne et s'était lié d'amitié avec Royer-Collard et les chefs du parti libéral, dont le duc de Broglie. Absent de Paris à la chute de Napoléon en 1814, il fut choisi, sur la recommandation de Royer-Collard, pour servir le gouvernement de Louis XVIII, en tant que secrétaire général au ministère de l'Intérieur, sous l’abbé de Montesquiou. Au retour de Napoléon de l’île d'Elbe, il démissionna immédiatement, le 25 mars 1815, et retourna à ses études littéraires.
À la fin des Cent-Jours, au nom du parti libéral, il se rendit à Gand pour porter un message à Louis XVIII. Il lui indiqua que seule l'adoption d’une politique libérale pouvait assurer la pérennité de la Restauration, avis mal reçu par les conseillers du roi. La question était alors de savoir si le retour à la monarchie se ferait sur des bases libérales ou par un retour à l’Ancien Régime d’avant 1789 prôné par les ultras. Dans ces circonstances remarquables, ce fut ce jeune professeur de 27 ans, sans nom et sans expérience politique, qui fut choisi pour porter ce message au roi, preuve que la Révolution, comme Guizot le disait, avait « fait son œuvre ». Sa visite à Gand, alors que la France était l’objet d’une seconde invasion, fut le sujet d’amers reproches faits à Guizot au cours de sa vie par ses opposants politiques, pour son manque de patriotisme. L'« Homme de Gand » était l’un des termes peu flatteurs utilisés contre lui pendant sa puissance.
Pendant la Seconde Restauration, Guizot fut secrétaire général au ministère de la Justice, alors confié à Barbé-Marbois, mais il démissionna avec son chef en 1816. De nouveau, en 1819, directeur général des communes et départements au ministère de l’Intérieur, il perdit son emploi avec la chute de Decazes en 1820. Guizot était alors un membre influent, avec Royer-Collard, des « doctrinaires », un petit parti fermement attaché à la Charte et à la couronne, et plaidant pour une politique du juste milieu entre l’absolutisme et un gouvernement héritier de la période révolutionnaire. Leurs opinions évoquaient davantage la rigueur d’une secte que l’élasticité d’un parti politique. Adhérant aux grands principes de liberté et de tolérance, ils étaient fermement opposés aux traditions anarchiques de la Révolution. Les éléments d’instabilité sociale étaient toujours actifs ; ils espéraient les soumettre, non par des mesures réactionnaires, mais par l’application ferme du pouvoir fondé, dans le cadre d’une constitution, sur le suffrage de la classe moyenne, et défendu par les plus grands talents littéraires du moment. Ils étaient opposés de la même façon à l'esprit démocratique de l'époque, aux traditions militaires de l'Empire, et aux sectarisme et absolutisme de la cour. Ils sont plus connus pour leur opposition constante aux demandes populaires que pour les services que sans aucun doute ils rendirent à la cause de la liberté tempérée. Le sort d'un tel parti fut de vivre par une politique de résistance, et de périr par une autre révolution (1830).
En 1820, après la chute du ministère Decazes, Guizot fut démis de ses fonctions et suspendu en 1822. Il joua ensuite un rôle important parmi les chefs de l’opposition libérale au gouvernement de Charles X, sans toutefois entrer au parlement. Son hostilité aux ultras lui fit perdre jusqu'en 1828 son poste à la Sorbonne. Il mit à profit ces années pour se consacrer à une activité littéraire importante. Il collabora en particulier au Globe. En 1822, il publia ses cours sous le titre Histoire des origines du gouvernement représentatif, 1821-1822, ainsi qu’un ouvrage sur la peine de mort pour délit politique et plusieurs pamphlets politiques importants. De 1822 à 1830, il publia deux importantes collections de sources historiques, les Mémoires de l’histoire d’Angleterre en 26 volumes, et les Mémoires sur l’histoire de France en 31 volumes, proposa de nouvelles traductions de Shakespeare, et fit paraître un volume d’essais sur l’Histoire de France. Le travail le plus remarquable fut la première partie de son Histoire de la révolution d’Angleterre de Charles Ier à Charles II en deux volumes (1826-1827), livre de grand mérite et impartial, qu’il résuma et compléta en 1848 pendant son exil au Royaume-Uni. Martignac rétablit Guizot à sa chaire de professeur en 1828 et au conseil d’État. C’est alors qu’il donna ses célèbres cours, qui augmentèrent sa réputation d’historien au plus haut point, et le placèrent parmi les meilleurs écrivains de France et d’Europe. En janvier 1828, il créa la Revue française à laquelle collabora sa femme Éliza Dillon. Ces cours furent la base de l'Histoire de la civilisation en Europe (1828) et de son Histoire de la civilisation en France (1830), et sont considérés comme des classiques de l’histoire moderne.
Durant cette période, il s'investit également dans la Société de la morale chrétienne et dans la société Aide-toi, le ciel t'aidera hostile à la politique ultra de Charles X.

### Sa carrière ministérielle (1830-1848)

#### Son entrée au gouvernement

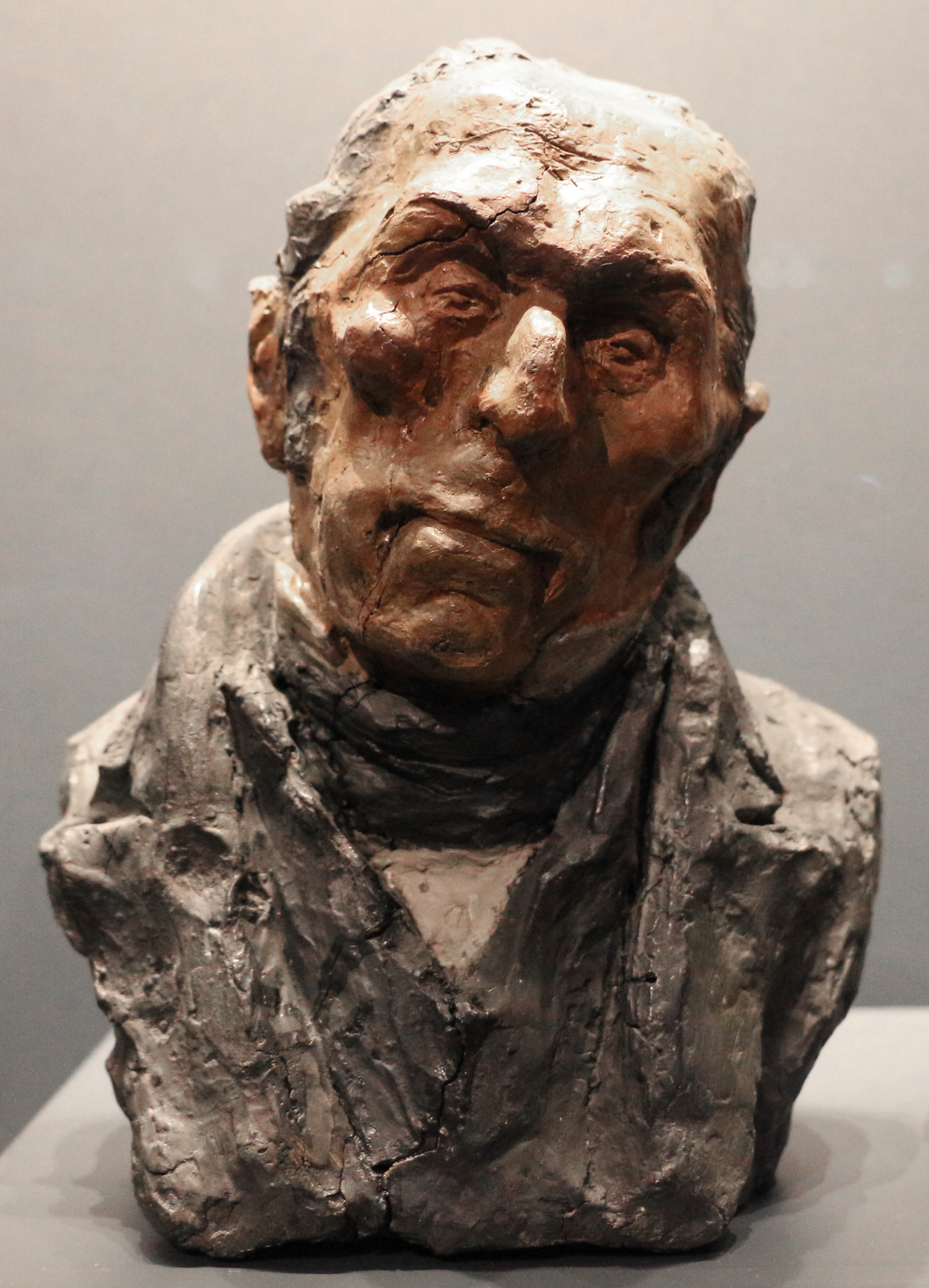
Guizot caricaturé par Honoré Daumier.

La renommée de Guizot reposait sur ses qualités d’écrivain sur les affaires publiques et de conférencier sur l’histoire moderne. Ce n'est qu'à l'âge de quarante-trois ans qu’il montra ses talents d’orateur. En janvier 1830, il fut élu député de Lisieux, siège qu’il conserva durant toute sa vie politique. Guizot assuma immédiatement une position importante à l’Assemblée, et son premier discours fut pour défendre la célèbre adresse des 221, en réponse au discours menaçant du trône, qui fut suivi par la dissolution de la chambre et fut un évènement précurseur d’une autre révolution. À son retour de Nîmes le 27 juillet, la chute de Charles X était imminente. Guizot fut appelé par ses amis Casimir Perier, Jacques Laffitte, Villemain et Dupin pour établir la protestation des députés libéraux contre les ordonnances de Saint-Cloud du 25 juillet. Il s’appliqua avec eux à en contrôler le caractère révolutionnaire. Guizot était convaincu que c’était une malchance pour un gouvernement parlementaire en France et que l'intransigeance de Charles X et du prince de Polignac rendaient un changement de ligne héréditaire inévitable. Il devint néanmoins l'un des plus ardents soutiens de Louis-Philippe Ier. En août 1830, Guizot fut nommé ministre de l’Intérieur dans le Ministère provisoire puis reconduit le ministère suivant, mais à la suite des émeutes républicaines à Paris, il démissionna en février. Il avait maintenant rejoint les bancs du parti de la résistance, et pendant les dix-huit années suivantes il fut un ennemi déterminé de la démocratie universelle et du suffrage direct, l’inflexible champion de « la monarchie limitée par un nombre limité de bourgeois ».
En 1831, Casimir Perier forma un gouvernement plus vigoureux et compact, qui s’acheva avec sa mort en 1832. Les mois qui suivirent furent marqués par l'agitation carliste et républicaine, et ce ne fut que le 11 octobre 1832 que l'on forma un gouvernement stable dans lequel le maréchal Soult était président du Conseil, le duc de Broglie prenant les Affaires étrangères, Adolphe Thiers le ministère de l’Intérieur, et Guizot le ministère de l’Instruction publique.
Il avait dû sa nomination, malgré l'hostilité de Thiers et les réticences du roi, à l'insistance du duc de Broglie qui avait déclaré qu'il n'accepterait d'entrer au gouvernement qu'à la condition que son ami Guizot en fût également. Thiers obtint qu'il ne reçût qu'un ministère technique, pour lequel l'ancien professeur à la Sorbonne avait au demeurant toutes les compétences requises. Guizot accepta sans faire de difficultés, convaincu que la supériorité de son talent oratoire lui permettrait malgré tout de jouer un grand rôle au Parlement, et donc sur la scène politique.
Guizot, était déjà impopulaire auprès du parti libéral le plus avancé. et restera impopulaire toute sa vie durant. « Je ne recherche pas l’impopularité, je n’en pense rien », disait-il. C'est lorsqu’il occupa cette fonction au ministère de l’Instruction publique, de second rang mais de première importance, que ses grandes compétences furent le plus utiles au pays. Les devoirs que ce poste lui imposaient convenaient parfaitement à ses goûts littéraires, et il maîtrisait le sujet. Il s’appliqua en premier à faire passer la loi Guizot du 28 juin 1833 (les communes de plus de 500 habitants doivent entretenir une école communale mixte) et les trois années suivantes à la mettre en application. En créant et en organisant l’éducation primaire en France, cette loi marqua une période de l’histoire nationale.
En quinze ans, sous son influence, le nombre de ces écoles primaires grimpa de dix mille à vingt-trois mille ; les écoles normales pour les maîtres, et le système d’inspection, furent introduits ; et des conseils d’éducation, sous l’autorité partagée des laïques et des religieux, furent créés. Conséquence de ces réformes, entre 1835 et 1850, la proportion d'analphabètes chez les conscrits passe de 50 à 39 %. Les enseignements secondaires et universitaires furent également l’objet de sa protection éclairée et de ses soins, et une prodigieuse impulsion fut donnée aux études philosophiques et à la recherche historique. L’une des compagnies de l’Institut de France, l'Académie des sciences morales et politiques, qui avait été supprimée par Napoléon, fut relancée par Guizot le 26 octobre 1832. Certains anciens membres de la compagnie, Talleyrand, Sieyès, Roederer et Lakanal, reprirent leur siège et de nouvelles célébrités y firent leur entrée par élection, pour débattre des grands problèmes politiques et sociaux. À son initiative la Société de l'histoire de France est fondée en décembre 1833 pour la publication de travaux historiques puis le Comité de l'histoire de France le 18 juillet 1834 et une vaste entreprise de publication des chroniques médiévales et de documents diplomatiques fut lancée aux frais de l’État, ainsi que l'Inspection générale des monuments historiques.
L’objectif du cabinet d’octobre 1832 était d’organiser un parti conservateur et de mettre en œuvre une politique de résistance au parti républicain, qui menaçait l’existence de la monarchie. À sa grande fierté, ses mesures ne dépassèrent jamais les limites de la loi et ce fut par l’exercice légal du pouvoir qu'il réprima la deuxième révolte des canuts et de la révolte de Paris. La force du ministère ne reposait pas sur ses membres, mais seulement sur la cordiale coopération dans laquelle travaillaient Guizot et Thiers. Les deux grands rivaux au Parlement suivaient le même chemin ; mais aucun des deux ne pouvait se soumettre à la suprématie de l’autre, et les circonstances rejetèrent presque toujours Thiers dans l’opposition, tandis que Guizot assumait la responsabilité du pouvoir.
Ils ne furent unis qu'une seule fois, en 1839, mais c’était dans l’opposition à Mathieu Molé, qui avait formé un gouvernement intermédiaire. Cette coalition entre Guizot et les chefs du centre gauche et de la gauche, Thiers et Odilon Barrot, née de son ambition et de sa jalousie envers Molé, est considérée comme l’une des principales erreurs de sa vie. La victoire fut obtenue au prix des principes, et l’attaque du gouvernement par Guizot aggrava la crise et l’insurrection républicaine. Aucun des trois chefs de cette alliance ne prit de poste ministériel, et Guizot ne fut pas mécontent d'accepter le poste d’ambassadeur à Londres, ce qui l’écarta du combat parlementaire pour un temps. C’était au printemps 1840, et Thiers remporta peu de temps après le ministère des Affaires étrangères.
Guizot fut reçu avec honneur par la reine Victoria et par la société londonienne. Ses travaux littéraires étaient très estimés, sa personne respectée, et la France représentée à l’étranger par l’un de ses principaux orateurs. Il était réputé être versé dans l’histoire britannique et la littérature anglaise, et sincèrement attaché à l’alliance des deux nations et à la cause de la paix. Comme il le remarqua lui-même, il était étranger au Royaume-Uni et novice en diplomatie ; l’état de confusion de la question syrienne, où le gouvernement français s’était démarqué de la politique commune de l’Europe, et peut-être l’absence totale de confiance entre l’ambassadeur et le ministre des Affaires étrangères, le plaça dans une position embarrassante et fausse. Les avertissements qu’il transmit à Thiers n’étaient pas crus. Le traité du 15 juillet, ayant pour but de mettre fin à la Deuxième Guerre égypto-ottomane, est signé sans qu'il en fût avisé et exécuté contre son avis, une mise à l'écart jugée humiliante par les Français. Pendant quelques semaines, l’Europe sembla être au bord de la guerre, jusqu’à ce que le roi mît fin à la crise en refusant son consentement aux préparatifs de Thiers et en rappelant Guizot de Londres pour former un ministère et pour aider sa Majesté dans ce qu’il appelait « ma lutte tenace contre l’anarchie ».

#### Chef du gouvernementde facto

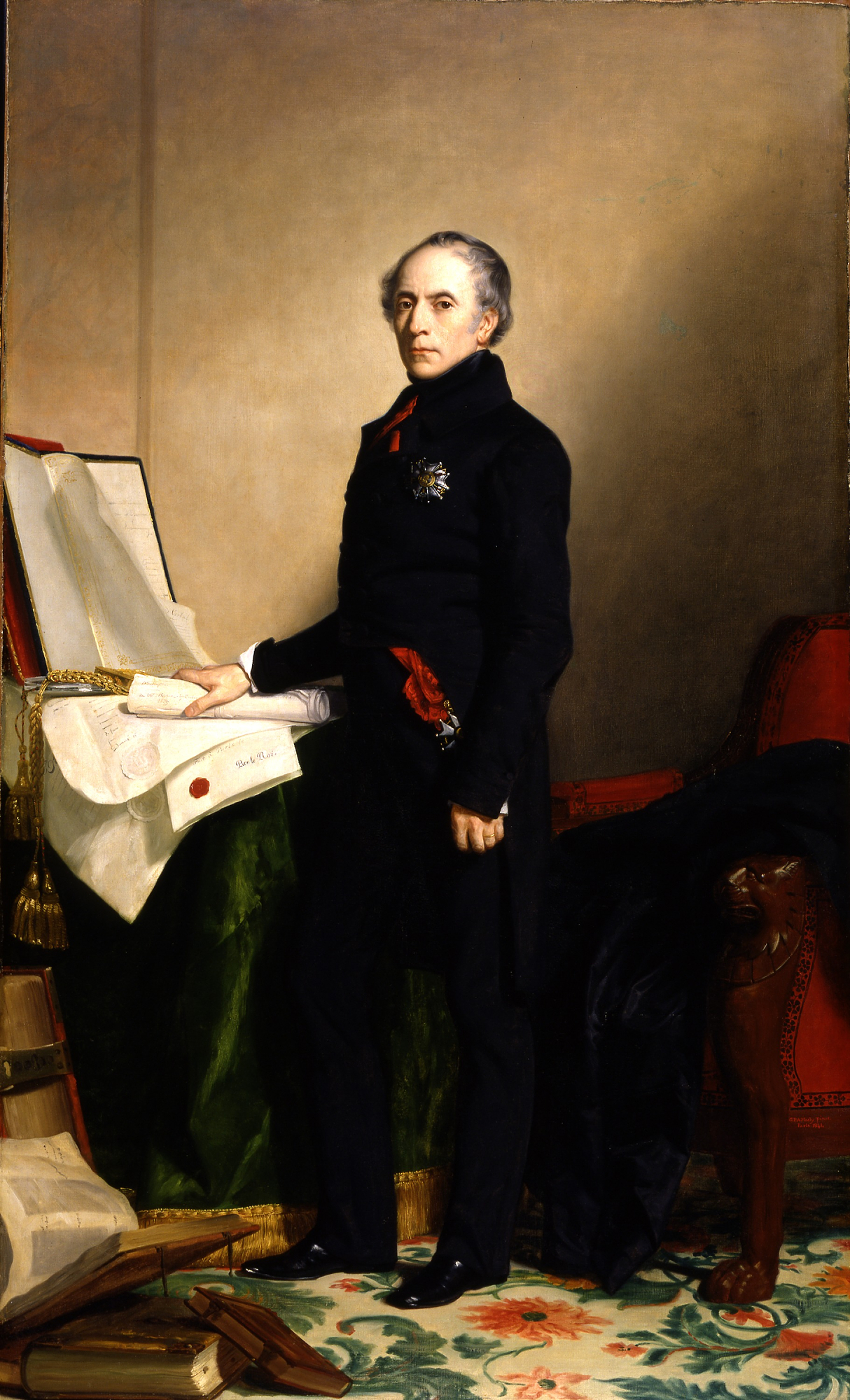
Portrait de Guizot par Healy (1841).

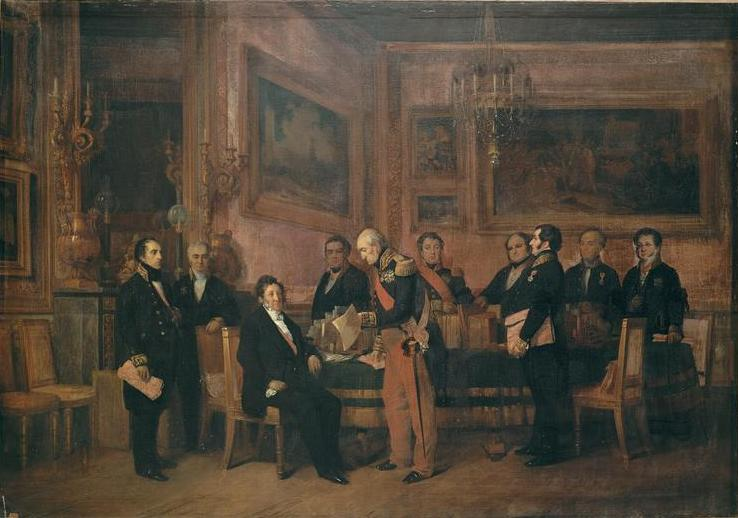
Sur ce tableau de 1844 représentant le Conseil des ministres du 15 août 1842, le peintre Claudius Jacquand représenta Guizot debout, à gauche, derrière le roi auquel Soult présente la loi de Régence.

Ainsi commença, dans des circonstances sombres et défavorables, le 29 octobre 1840, le gouvernement dont Guizot demeura la véritable tête pensante pendant près de huit ans, dans l’ombre du président du Conseil, le maréchal Soult. Son premier souci fut de maintenir la paix et de restaurer les relations amicales avec les autres puissances européennes. Il réussit à calmer les éléments agités et à panser les blessures d’amour-propre de la France grâce surtout au courage indomptable et à la splendide éloquence avec laquelle il affrontait l’opposition, ce qui fit dire à Victor Cousin, ministre du gouvernement Thiers : « Guizot excelle dans l’art de faire des reculades majestueuses ». Dans le même temps, il réunifia et renforça le parti conservateur, qui sentait la présence d'un grand chef à sa tête, appelant à l’épargne et à la prudence de la nation plutôt qu’à la vanité et à l’ambition. Dans sa tâche pacificatrice, il fut heureusement secondé par le gouvernement de Sir Robert Peel au Royaume-Uni à l’automne 1841. Entre Lord Palmerston et Guizot existait une dangereuse incompatibilité de caractères.
Avec le gouvernement Palmerston, Guizot sentait dans chaque agent britannique de par le monde un adversaire amer et actif ; de sa grande combativité résultait un conflit perpétuel et des contre-intrigues. Lord Palmerston écrivit que la guerre entre le Royaume-Uni et la France était, tôt ou tard, inévitable. Guizot pensait qu’une telle guerre serait une calamité des plus grandes et ne l’envisagea jamais. En Lord Aberdeen, secrétaire aux Affaires étrangères de Sir Robert Peel, Guizot trouva un ami et un allié sympathique. Leur rencontre à Londres avait été courte, mais elle se transforma rapidement en respect mutuel et en confiance. Tous deux étaient hommes de grands principes et d’honneur ; le presbytérianisme écossais qui avait moulé la foi d’Aberdeen se retrouvait chez le ministre huguenot de la France ; tous deux étaient des hommes aux goûts simples, cherchant le perfectionnement du système scolaire et la culture ; tous deux avaient une profonde aversion pour la guerre et se sentaient peu qualifiés pour mener ce genre d'opérations aventureuses qui enflammaient l’imagination de leurs opposants respectifs. Du point de vue de Lord Palmerston et de Thiers, leur politique était mesquine et pitoyable ; mais c’était une politique qui assurait la paix dans le monde et unifiait les deux grandes nations libres de l’Ouest de l’Europe dans ce qu’on appelle l’Entente cordiale. Aucun des deux ne se serait abaissé à saisir un avantage aux dépens de l’autre ; ils maintenaient cet intérêt commun pour la paix comme primordial ; et quand des différences surgissaient, dans des parties éloignées du monde (à Tahiti avec l'affaire Pritchard, au Maroc, sur la Côte de l'Or, actuel Ghana), ils les résolvaient en les ramenant à leur insignifiance. L’opposition dénonçait la politique étrangère de Guizot comme bassement servile envers le Royaume-Uni, ce qui fit écrire à Victor Hugo : « Notre gouvernement [a] une main de coton pour tenir l’épée de la France et une main de fer pour nous comprimer la liberté ». À ces critiques, Guizot répondait avec mépris : « Vous aurez beau amonceler vos calomnies, vous n’arriverez jamais à la hauteur de mon dédain ! » De même, l’opposition britannique attaquait sur ce thème Lord Aberdeen, mais en vain ; le roi Louis-Philippe visita le château de Windsor et la reine Victoria, en 1843, séjourna au Château d'Eu. En 1845, les troupes britanniques et françaises combattirent côte à côte au début du blocus anglo-français du Río de la Plata. La même année, Guizot signa avec la Belgique un traité remplaçant l'Union douanière (qui liait jusque-là les deux pays) par des tarifs mutuels. Il expulsa de Paris Marx, qui dut se réfugier à Bruxelles.
La chute du gouvernement Peel en 1846 modifia le climat des relations ; et le retour de Palmerston aux affaires étrangères conduisit Guizot à penser qu’il était à nouveau exposé à la rivalité du cabinet britannique. Une entente amicale avait été établie à Eu entre les deux cours au sujet du mariage de la jeune reine en Espagne, mais le langage de Lord Palmerston et la conduite de Sir Henry Bulwer (futur Lord Dalling) à Madrid laissait penser à Guizot que cette entente était rompue, et qu’il était prévu de mettre un Saxe-Cobourg sur le trône espagnol. Déterminé à résister à une telle intrigue, Guizot et le Roi plongèrent la tête la première dans une contre-intrigue, complètement contraire à leur engagement avec le Royaume-Uni, et fatal au bonheur de la reine d’Espagne. Par leur influence, elle fut poussée à se marier avec un rejeton de la maison des Bourbon, et sa sœur mariée au plus jeune fils du roi des français, en violation des promesses de Louis-Philippe. Bien que cette action se soit réalisée à une époque de triomphe de la politique française, elle fut en vérité fatale à la monarchie d'autant qu'elle discrédita le ministre. Ce fut réalisé avec un mélange de secret et de violence, masqué par un subterfuge. Son effet immédiat fut la rupture de l’alliance franco-britannique, jetant Guizot dans une coopération plus étroite avec Metternich et les cours du Nord de l’Europe.
En 1847 il devint président du Conseil.

#### Bilan de son action politique

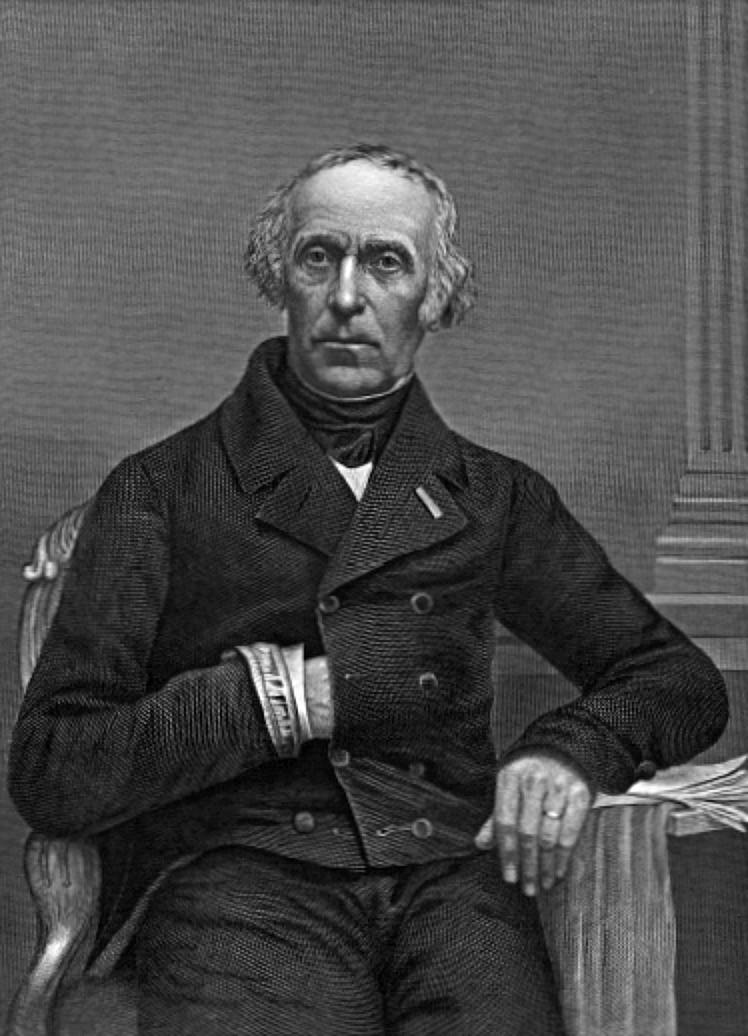
Gravure représentant François Guizot.

L’histoire du gouvernement Guizot, le plus long et le dernier de la monarchie de Juillet, porte l'empreinte des grandes qualités et défauts du caractère politique de son initiateur et maître à penser. Son premier objectif fut de réunifier et de discipliner le parti conservateur qui avait été divisé par les dissensions et les changements de ministère. Il y parvint pleinement grâce à son courage et à son éloquence qui firent de lui le chef de file au parlement, ainsi que par le recours à tous les moyens d’influence que la France donne à un ministre dominant.
Sa philosophie politique reposait indéniablement sur l’élargissement du pouvoir aux Français les plus méritants, lesquels, à son sens, se trouvaient majoritairement au sein de la classe moyenne, ainsi que l’atteste le discours qu’il prononça le 3 mai 1837 devant la Chambre des députés : « Oui, aujourd’hui comme en 1817, comme en 1820, comme en 1830, je veux, je cherche, je sers de tous mes efforts la prépondérance politique des classes moyennes en France. L’organisation définitive et régulière de cette grande victoire que les classes moyennes ont remportée sur le privilège et sur le pouvoir absolu de 1789 à 1830, voilà le but vers lequel j’ai constamment marché ».
Il dénonça en outre l’idée selon laquelle la démocratie était incontestablement, par sa nature même, le régime politique idéal, arguant, le 5 mai 1837 devant la Chambre, que « ce qui a souvent perdu la démocratie, c’est qu’elle n’a su admettre aucune organisation hiérarchique de la société, c’est que la liberté ne lui a pas suffi ; elle a voulu le nivellement. […] » Voilà pourquoi, ajoute-t-il, « je suis de ceux qui combattront le nivellement sous quelque forme qu’il se présente », car « tout le monde n’est pas capable de s’élever ».
Personne ne douta jamais du désintéressement de Guizot dans ses comportements personnels. Il méprisait l’argent, vécut et mourut pauvre. Même s'il favorisa l'envie de gagner de l'argent dans la nation française, ses habitudes conservèrent leur simplicité primitive, mais il ne se privait pas d'exploiter chez les autres les passions dont il était lui-même exempt : certains de ses instruments étaient retors. Des abus et des manquements graves furent dévoilés même dans les rangs du gouvernement, et la corruption de l’administration fut dénoncée sous un ministre incorruptible. Victor Hugo, pair de France et académicien, résuma ce dernier point de façon vigoureuse : « M. Guizot est personnellement incorruptible et il gouverne par la corruption. Il me fait l’effet d’une femme honnête qui tiendrait un bordel ». Cependant Guizot opta pour les circonlocutions plutôt que pour l’action : « Vous ne voulez pas de la corruption ; vous avez raison ; nous n’en voulons pas plus que vous. […] Permettez-moi donc, dans l’intérêt de notre dignité à tous […] d’effacer ce mot de mon langage, et […] parlons de l’abus des influences. Eh bien ! Messieurs, l’abus des influences est, dans une certaine mesure, un mal inhérent aux pays libres ».
Son éloquence parlementaire était brusque, austère, démonstrative et impérieuse. Sans persuasion ni humour, rarement ornée, elle condensait en quelques mots avec la force d’une autorité suprême[réf. nécessaire]. Guizot était plus à l'aise et énergique comme orateur ministériel défendant ses positions que comme tribun de l’opposition. Comme William Pitt[Lequel ?], il était le type d'autorité que les charges, l’esprit, la gaîté, l’ironie et les discours de ses adversaires laissaient de marbre. Il n’était pas non plus un fin tacticien du jeu parlementaire capable de changer le cours d'une bataille par de brusques interventions en cours de débat. Sa confiance en lui-même et dans la majorité du Parlement, qu’il avait façonnée selon sa volonté, était illimitée et ce long exercice du pouvoir lui fit oublier que dans un pays comme la France, il y avait, hors du Parlement élu par un petit corps électoral, un peuple devant lequel le ministre et le roi lui-même devaient répondre de leurs actes.
Un gouvernement fondé sur le principe de résistance et de répression et marqué par la méfiance et la crainte du pouvoir populaire, un système diplomatique qui cherche à raviver les traditions de l’Ancien Régime, un souverain qui dépasse largement les bornes de ses pouvoirs constitutionnels et les accroît chaque année, un ministre qui, bien qu’éloigné de la servilité d’un courtisan, était trop obséquieux envers le roi, singulièrement en désaccord avec les promesses de la révolution de Juillet, limitait la politique de l’administration. Les vues de Guizot sur la politique étaient essentiellement historiques et philosophiques. Ses goûts et ses compétences lui donnaient peu de perspicacité dans l’administration du gouvernement. Il ne connaissait rien aux finances ; les affaires et le commerce lui étaient étrangers ; il était peu familier des affaires militaires et navales ; tous ces sujets étaient traités par l’intermédiaire de ses amis Pierre Sylvain Dumon, Charles Marie Tanneguy, comte Duchâtel ou le maréchal Bugeaud. La conséquence en fut le peu de mesures conduisant à des améliorations menées par son administration. Son gouvernement prêta encore moins l’oreille à sa demande de réforme du Parlement.
À ce sujet, les préjugés du roi étaient insurmontables et ses ministres avaient la faiblesse d’y céder. Il était impossible de défendre un système qui reposait sur le suffrage de 200 000 citoyens et dans lequel la moitié des membres étaient nommés. Guizot resta inflexible sur la question de l'élargissement du corps électoral. En 1846, 250 000 Français possédaient le droit de vote et, parmi eux, seul un sur cinq était éligible. Son hostilité à l'abaissement du cens est jugée dogmatique par le courant libéral. Rien n’eût été plus facile que de renforcer le parti conservateur en accordant le droit de vote aux propriétaires, mais la résistance fut la seule réponse du gouvernement aux demandes modérées de l’opposition. Les avertissements répétés par leurs amis ou ennemis furent ignorés ; et ils restèrent totalement inconscients du danger jusqu’au moment où il les écrasa.
Dans son Avertissement au pays, daté du 25 décembre 1840, Edgar Quinet mettait en garde la bourgeoisie au pouvoir : « […] La bourgeoisie avait une mission […], c’était de devenir […] la tête du peuple ; c’était là une mission sacrée pour laquelle elle avait reçu l’intelligence, la science, l’expérience des temps passés. […] L’occasion était grande ; il s’agissait de préparer, d’inaugurer l’avènement de la démocratie […]. Loin de là, à peine parvenue à posséder l’autorité, […] la bourgeoisie se répète […] : l’État, c’est moi ; elle fait pis qu’oublier le peuple, elle s’en sépare. […] Dans ce partage violent, quelle a été l’occupation constante du gouvernement ? Il s’est placé entre les deux parties, comme un corps étranger, pour empêcher qu’elles ne puissent se réunir. […] Le déchirement est inévitable […] La bourgeoisie a reproché à l’ancienne royauté d’avoir opposé une résistance implacable à l’esprit de son temps, et d’avoir par là amassé une révolution également implacable. Qu’elle se garde de tomber dans la même faute ».
Deux ans plus tard, le 15 février 1842, Lamartine lui aussi tenta, en vain, d’attirer l’attention du pouvoir sur les menaces que faisait peser son immobilisme : « On dirait, à les entendre, que le génie des hommes politiques ne consiste qu’en une seule chose, à se poser là, sur une situation que le hasard ou une révolution leur a faite, et à y rester immobiles, inertes, implacables […] à toute amélioration ». Il conclut : « Vous avez inscrit trop longtemps sur votre drapeau : « Résistance et toujours résistance » ».
Il est étrange de constater que Guizot ne reconnut jamais, que ce fût dans le moment ou sur sa fin, la nature de son erreur ; il se décrivait comme le champion du parti libéral et de la constitution. Il échoua complètement à percevoir qu’une vision plus large de la destinée libérale de la France et qu'une confiance moins absolue dans ses théories personnelles auraient préservé la monarchie constitutionnelle et empêché les désastres, qui furent finalement fatals à tous les principes qu’il défendait. Mais avec la conviction têtue de la vérité absolue, il adhéra à ses propres doctrines jusqu’à la fin.
Enfin, si la recherche de la prospérité semblait le principal souci de Guizot, il ignora le développement d'une classe ouvrière misérable de plus en plus nombreuse. Seul le travail des enfants fut réglementé, par une loi de 1841.

#### La chute
En 1847, Guizot refusa à nouveau des réformes électorales à l’opposition qui menait alors la campagne des banquets, que Guizot tenta d’interdire.
La dernière scène de sa vie politique fut singulièrement caractéristique de sa foi dans une cause perdue. L’après-midi du 23 février 1848, le roi convoqua son ministre, qui siégeait à la Chambre, pour l’informer de la situation à Paris et dans le pays. Les banquets poussaient à la réforme et les opinions divisées, mais passionnées, au sein de la famille royale conduisaient le roi à douter du maintien de Guizot au ministère. Ce doute, répondit Guizot, fut décisif. Il démissionna instantanément, ne retournant à la Chambre que pour annoncer que le gouvernement était dissous et que Molé avait été appelé par le roi. Molé échoua à former un gouvernement et, entre minuit et une heure du matin, Guizot, qui à son habitude s’était couché tôt, fut de nouveau appelé aux Tuileries. Le roi lui demandant conseil, Guizot répondit : « Nous ne sommes plus les ministres de Sa Majesté, c'est à d'autres de décider du cap à suivre. Mais une chose est évidente : la révolte de la rue doit être stoppée ; ces barricades prises ; et pour ce travail il me semble que le maréchal Bugeaud doit être investi des pleins pouvoirs, et ordonner de prendre les mesures militaires, et comme votre Majesté n’a pas de ministère en ce moment, je suis prêt à rédiger et à contre-signer un tel ordre ». Le maréchal, qui était présent, assuma la tâche, disant « Je n’ai encore jamais été battu, et je ne le serai pas demain. Les barricades doivent être prises avant l’aube ». Devant cette manifestation d’énergie, le roi hésita et ajouta bientôt : « Je dois vous prévenir que Monsieur Thiers et ses amis sont dans la pièce à côté en train de former un gouvernement ! ». Guizot répliqua : « Alors c’est leur rôle de prendre les dispositions qui conviennent » et il quitta les lieux. Thiers et Barrot décidèrent de retirer les troupes.
Victor Hugo résuma de façon lapidaire les circonstances dans lesquelles Guizot arriva puis quitta le pouvoir : « Le cabinet Guizot, ce ministère né de la crainte d’une guerre et mort de la crainte d’une révolution ».
Ce fut la situation la plus difficile de la vie de Guizot, mais heureusement pour lui, il trouva refuge à Paris pour quelques jours dans le meublé d’un humble peintre en miniatures qu’il avait pris en amitié. Peu de temps après, il s’échappa à travers la Belgique et de là à Londres, où il arriva le 3 mars. Sa mère et ses filles l’avaient précédé et il fut rapidement installé dans une modeste maison de Pelham Crescent à Brompton. Le roi et Guizot se rencontrèrent à nouveau à Claremont House, en Angleterre.

### L'exil et la retraite (1848-1874)

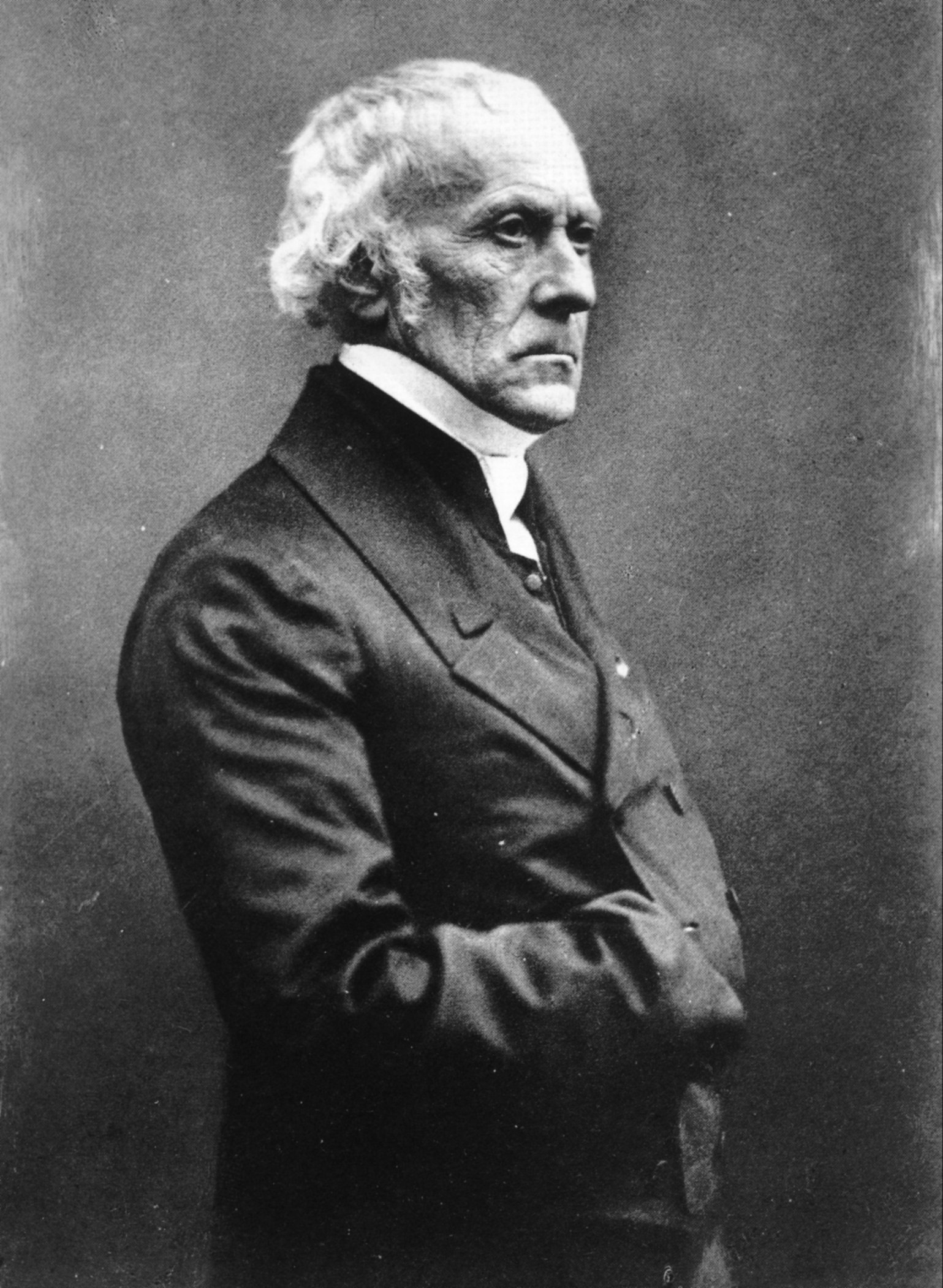
Guizot photographié par Nadar.

La revue politique The Spectator ne se montra pas tendre envers Louis-Philippe et son ministre. Dans le numéro du 18 mars, on peut lire :
« Official corruption found plenty to be corrupted. M. Guizot had so completely manipulated all those parts of the nation which were immediately in contact with him, that he and his master probably rejoiced in the assumption of a general rottenness. The aspect of those small contiguous parts concealed from them the real state of France at large. The effect of that ignorance was, that one fine day the astute King and his philosophical Minister found themselves in England, without crown or office. »
« La corruption officielle ne manquait pas de sujets à corrompre. M. Guizot était parvenu à un tel degré de manipulation de tous ceux qui l’approchaient que lui et son maître se réjouissaient probablement à l’idée d’un pourrissement généralisé. L’apparence de ces éléments les plus proches leur dissimulait l’état réel de la France dans son ensemble. Cette ignorance eut pour effet qu’un beau jour le roi astucieux et son philosophe de ministre se retrouvèrent en Angleterre sans couronne ni poste. »
— (en) « The Spectator, p. 14 - Topics of the Day », sur The Spectator Archive, 18 mars 1848 (consulté le 1er juin 2017)
Cependant, la société anglaise, malgré la désapprobation de nombreuses personnes vis-à-vis de sa politique récente, reçut l’homme politique déchu avec autant de distinction et de respect qu’elle en avait montré huit ans auparavant pour l’ambassadeur du roi. Des sommes d’argent furent mises à sa disposition, ce qu’il refusa. On parla aussi d’un poste de professeur à Oxford, ce qu’il était incapable d’accepter. Il resta environ une année au Royaume-Uni, se consacrant à l’histoire. Il publia deux volumes supplémentaires sur la révolution anglaise, et en 1854 son Histoire de la république d’Angleterre et de Cromwell (1649-1658). Il traduisit aussi de nombreuses œuvres de Shakespeare.
Guizot survécut vingt-six années à la chute de la monarchie et du gouvernement qu’il avait servi. Il passa soudainement de la position d’un des hommes d’État les plus puissants et les plus actifs en Europe à la position d'un philosophe et d'un citoyen spectateur des affaires humaines. Il était conscient que la fracture entre lui et la vie publique était définitive ; aucun murmure d’ambition déçue ne passa ses lèvres ; il semblait que sa fièvre d’orateur et que sa puissance ministérielle l'eussent quitté et qu'elles l'eussent laissé plus grand encore qu’avant, occupé par son courrier, les conversations avec ses amis, et à la tête d’un cercle patriarcal qu’il aimait. La plus grande partie du temps, il résidait au Val-Richer, une ancienne abbaye cistercienne, près de Lisieux en Normandie, qui avait été vendue pendant la Révolution. Ses deux filles, qui étaient mariées à deux descendants de la famille hollandaise de Witt, si agréable à la foi et aux manières des huguenots français, tinrent sa maison. Un de ses gendres cultiva la propriété. Et Guizot dévoua ses dernières années avec une énergie constante à son travail d’écriture, qui était en fait son principal moyen de subsistance. Il resta fier, indépendant, simple et combatif jusqu’à la fin ; et ses années de retraite furent peut-être les plus heureuses et les plus sereines de sa vie.
Deux institutions conservèrent leur liberté même sous le Second Empire : l’Institut de France et le Consistoire protestant. Dans les deux, Guizot continua jusqu’à la fin à prendre une part active. Il était membre de trois des cinq académies : l’Académie des sciences morales et politiques qui lui devait sa restauration, et dont il devint un des premiers membres en 1832 ; l’Académie des inscriptions et belles-lettres l’élut en 1833 à la succession d’André Dacier ; et en 1836 il devint membre de l’Académie française. Dans ces compagnies savantes, Guizot continua près de quarante ans à prendre un intérêt actif et à avoir une influence. Il était le champion jaloux de leur indépendance. Sa voix avait un poids considérable dans le choix des nouveaux candidats ; et son but constant était de conserver la dignité et la pureté de la littérature.
Dans le consistoire protestant de Paris, Guizot exerça la même influence. Son éducation et son expérience de la vie contribuaient à renforcer les convictions d’un tempérament religieux. Il resta, sa vie durant, un croyant dans les vérités de la révélation, et l’un de ses derniers écrits porte sur la religion chrétienne. Il respectait l’Église catholique, religion de la majorité ; et les écrits des grands prélats, Bossuet et Bourdaloue, lui étaient aussi familiers que ceux de sa religion, et étaient utilisés dans les exercices religieux de la famille.
Dans ces activités littéraires et dans la retraite de Val-Richer les années s’écoulèrent calmement et rapidement. Ses petits-enfants grandissant autour de lui, il commença à orienter leur attention vers l’histoire. Ces leçons devinrent son dernier ouvrage « Histoire de France racontée à mes petits-enfants », qui bien qu’ayant une forme simple, populaire et attrayante n’en est pas moins complet et profond. Cette histoire s’achève en 1798, et fut continuée jusqu’en 1870 par sa fille Madame Guizot de Witt à partir des notes de son père.
Jusqu’à l’été 1874, la vigueur mentale de Guizot et son activité furent intactes. Il mourut tranquillement, et on dit qu’il récitait des vers de Corneille et des textes des Saintes Écritures sur son lit de mort.

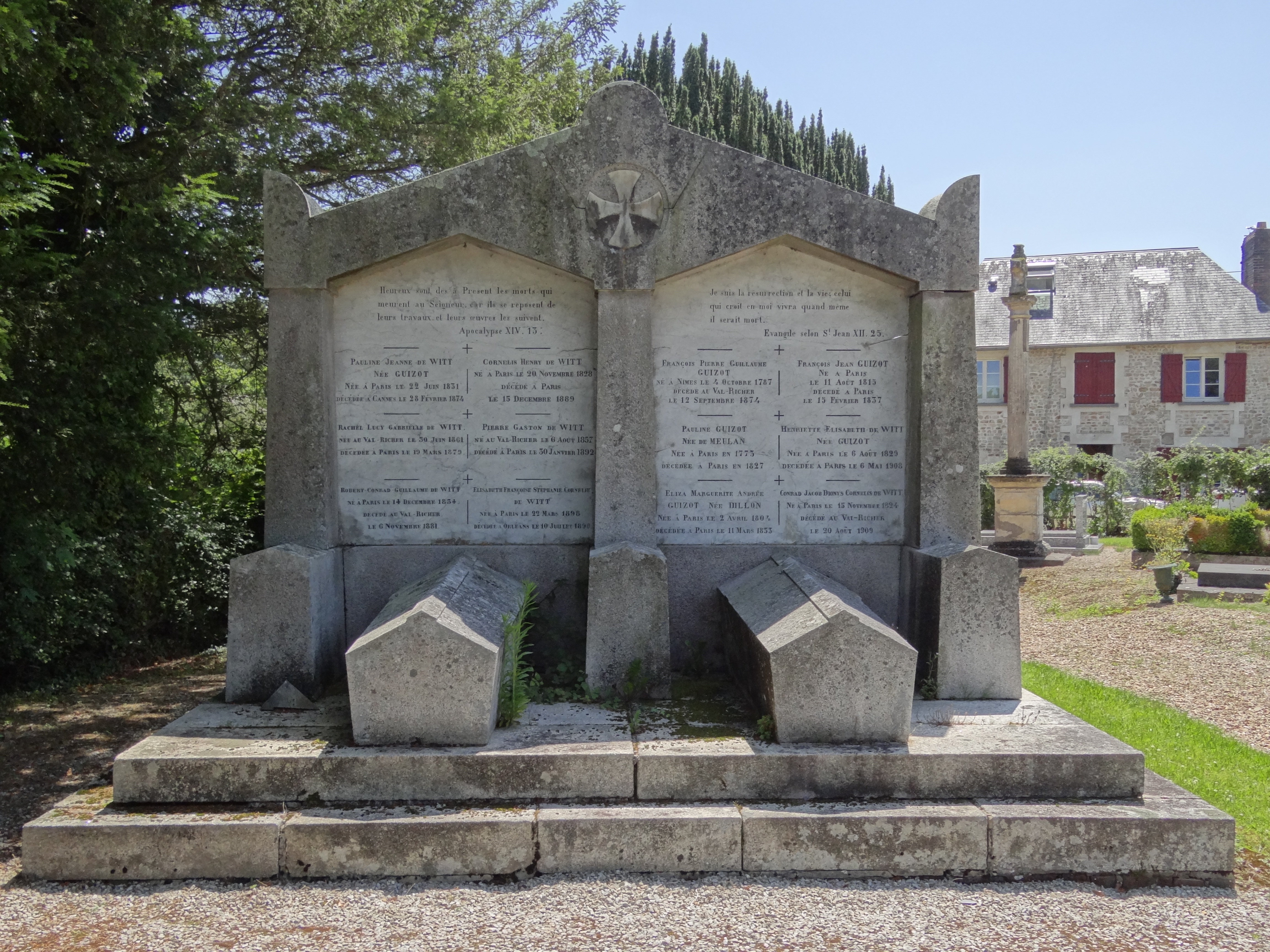
Le tombeau de François Guizot au cimetière de Saint-Ouen-le-Pin (Calvados).

Sa petite-fille Marguerite ayant épousé Paul Schlumberger, François Guizot est donc l'ancêtre des frères Schlumberger et des entrepreneurs Jérôme Seydoux, Nicolas Seydoux et Michel Seydoux.
Les papiers personnels de François Guizot sont conservés aux Archives nationales sous la cote 42AP.

## Opinions politiques

### «Enrichissez-vous…»
Guizot est devenu célèbre pour la formule qu'on lui prête, « Enrichissez-vous… ». Cette citation est devenue un enjeu de confrontations, voire de caricature. Les historiens ne sont pas certains de l'origine exacte de cette phrase, mais la plupart s'entendent pour confirmer que cette citation, retenue par l'opinion publique et les détracteurs politiques de Guizot, est tronquée. Pour certains, c'est en 1840, peu après que Guizot fut devenu le chef effectif du gouvernement, qu'il prononça ces mots : « Éclairez-vous, enrichissez-vous, améliorez la condition morale et matérielle de notre France. » La formule figure dans un discours prononcé par Guizot devant la Chambre des députés en 1843,.
Pour d'autres[Qui ?], Guizot aurait formulé la phrase ainsi : « Enrichissez-vous par le travail et par l’épargne et vous deviendrez électeurs » (pour répliquer aux détracteurs qui demandaient l'abaissement de la barre des 200 francs du suffrage censitaire). Son dernier biographe, Gabriel de Broglie, n'a pu retrouver exactement la citation et la considère comme apocryphe. Au cours de banquets électoraux, Guizot a beaucoup tourné autour de thèmes similaires, mais il n'a jamais eu cette expression synthétique qui sera forgée contre lui par ses adversaires politiques. Cependant, elle correspond à son état d'esprit et illustre l'une des causes du naufrage de la monarchie de Juillet : le refus d'élargir le suffrage censitaire[réf. nécessaire].

### Lutte des classes
Il semble que Guizot soit l'un des premiers à parler de lutte des classes.

## Œuvres
- Dictionnaire des synonymes de la langue française, 1809.
- De l’état des beaux-arts en France, 1810.
- Annales de l’éducation, 1811-1815, 6 vol.
- Vie des poètes français du siècle de Louis XIV, 1813.
- Quelques idées sur la liberté de la presse, 1814.
- Du gouvernement représentatif de l'état actuel de la France, 1816.
- Essai sur l’état actuel de l’instruction publique en France, 1817.
- Du gouvernement de la France depuis la Restauration. Des conspirations et de la justice politique, 1820.
- Des moyens de gouvernement et d’opposition dans l’état actuel de la France. Du gouvernement de la France et du ministère actuel. Histoire du gouvernement représentatif en Europe, 1821, 2 vol.
- De la souveraineté, 1822.
- De la peine de mort en matière politique, 1822.
- Essai sur l’histoire de France du Ve au Xe siècle, 1823.
- Histoire de Charles Ier, 1827, 2 vol.
- Histoire générale de la civilisation en Europe, 1828. 2e édition Langlet et Cie, 1838.
- Histoire de la civilisation en France, 1830, 4 vol.
- Le presbytère au bord de la mer, 1831.
- Rome et ses papes, 1832.
- Le ministère de la réforme et le parlement réformé, 1833.
- Essais sur l'histoire de France, 1836.
- Monk, étude historique, 1837.
- De la démocratie dans les sociétés modernes, 1837
- De la religion dans les sociétés modernes, 1838.
- Vie, correspondance et écrits de Washington, 1839-1840.
- Washington, 1841.
- Madame de Rumfort, 1842.
- Des conspirations et de la justice politiques, 1845.
- Des moyens de gouvernement et d’opposition dans l’état actuel de la France, 1846.
- Histoire de la révolution d'Angleterre depuis l'avènement de Charles Ier jusqu'à sa mort, 1846.
- M. Guizot et ses amis. De la démocratie en France, 1849.
- Pourquoi la révolution d’Angleterre a-t-elle réussi ? Discours sur l’histoire de la révolution d’Angleterre, 1850.
- Études biographiques sur la révolution d’Angleterre. Études sur les beaux-arts en général, 1851.
- Shakespeare et son temps. Corneille et son temps, 1852.
- Abélard et Héloïse, 1853.
- Édouard III et les bourgeois de Calais, 1854.
- Histoire de la république d’Angleterre, 1855, 2 vol., Sir Robert Peel.
- Histoire du protectorat de Cromwell et du rétablissement des Stuarts, 1856, 2 vol.
- Mémoires pour servir à l’histoire de mon temps, 1858-1867, 8 vol.
- L’Amour dans le mariage, 1860.
- L’Église et la société chrétienne en 1861, Discours académique, 1861.
- Un projet de mariage royal, 1862. Sur Henriette-Marie de France et Charles Ier.
- Histoire parlementaire de France, recueil de discours, , 1863, 5 vol. Trois générations.
- Méditations sur l’essence de la religion chrétienne, 1864.
- Guillaume le Conquérant, 1865.
- Méditations sur l’état actuel de la religion chrétienne, 1866.
- La France et la Prusse responsables devant l’Europe, 1868.
- Méditations sur la religion chrétienne dans ses rapports avec l’état actuel des sociétés et des esprits. Mélanges biographiques et littéraires, 1868.
- Mélanges politiques et historiques, 1869.
- L'Histoire de France : depuis les temps les plus reculés jusqu'en 1789. Racontée à mes petits-enfants, 1870-1875, 5 vol.
- Le duc de Broglie, 1872.
- Les vies de quatre grands chrétiens français, 1873. Évoque Saint Louis et Jean Calvin, le second volume qui devait traiter de Philippe Duplessis-Mornay et saint Vincent de Paul n'a pas été publié[30].
- L'Histoire d'Angleterre : depuis les temps les plus reculés jusqu'à l'avènement de la reine Victoria. Racontée à mes petits-enfants, 1877-1878, 2 vol.

## Honneurs

### L'Académie française
François Guizot fut élu à l’Académie française, le 28 avril 1836, au fauteuil 40, succédant au comte Destutt de Tracy, mort le 9 mars 1836. Sa réception officielle eut lieu le 22 décembre 1836. Après sa disparition, survenue le 12 septembre 1874, il fut remplacé, le 16 décembre 1875, par Jean-Baptiste Dumas.

### Distinctions

Blason d'azur à la divise d'argent.

- Grand-croix de la Légion d'honneur (27 avril 1840)
- Chevalier de l'ordre de la Toison d'or en 1844 (Espagne)
- Membre de l'Académie des inscriptions et belles-lettres (1833)

### Armoiries
La famille Guizot portait : de vair, à une bande losangée d'or et de gueules. Cependant, François Guizot adopta pour devise Linea recta brevissima (« La ligne droite est la plus courte », en latin), et pour armes : d'azur, à une divise d'argent.

## Hommages, postérité

### Iconographie
- 1844 : Tableau représentant le Conseil des ministres du 15 août 1842, le peintre Claudius Jacquand a représenté Guizot debout, à gauche, derrière le roi auquel Soult présente la loi de Régence.
- 1844 : François Guizot, médaille par Jean-Jacques Feuchère (1807-1852). À François Pierre Guillaume Guizot, ses amis et ses admirateurs, On peut épuiser ma force, on n'épuisera pas mon courage, Chambre des députés 26 janvier 1844. Médaille en cuivre, Ø 100 mm, poids 522 g.
- s. d. : Guizot, caricaturé par Honoré Daumier.
- s. d. : François Guizot – portrait par Jean-Georges Vibert, château de Versailles.

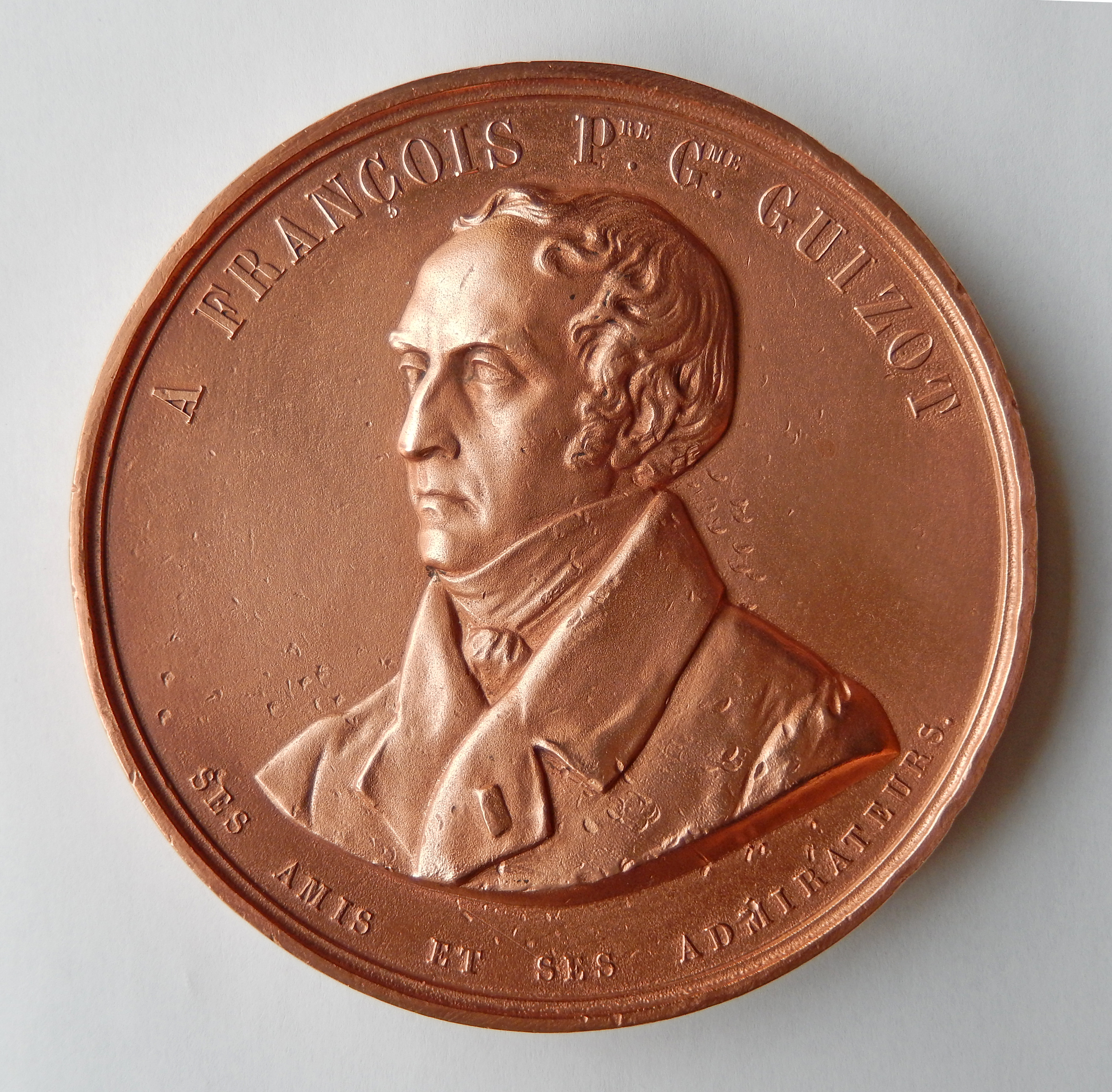
Médaille François GUIZOT (1787-1874). Graveur Jean-Jacques FEUCHERE (1807-1852), cuivre, Ø 100 mm, poids 522 g, 1844. Recto. À François Pierre Guillaume Guizot, ses amis et ses admirateurs, On peut épuiser ma force, on n'épuisera pas mon courage, Chambre des députés 26 janvier 1844.
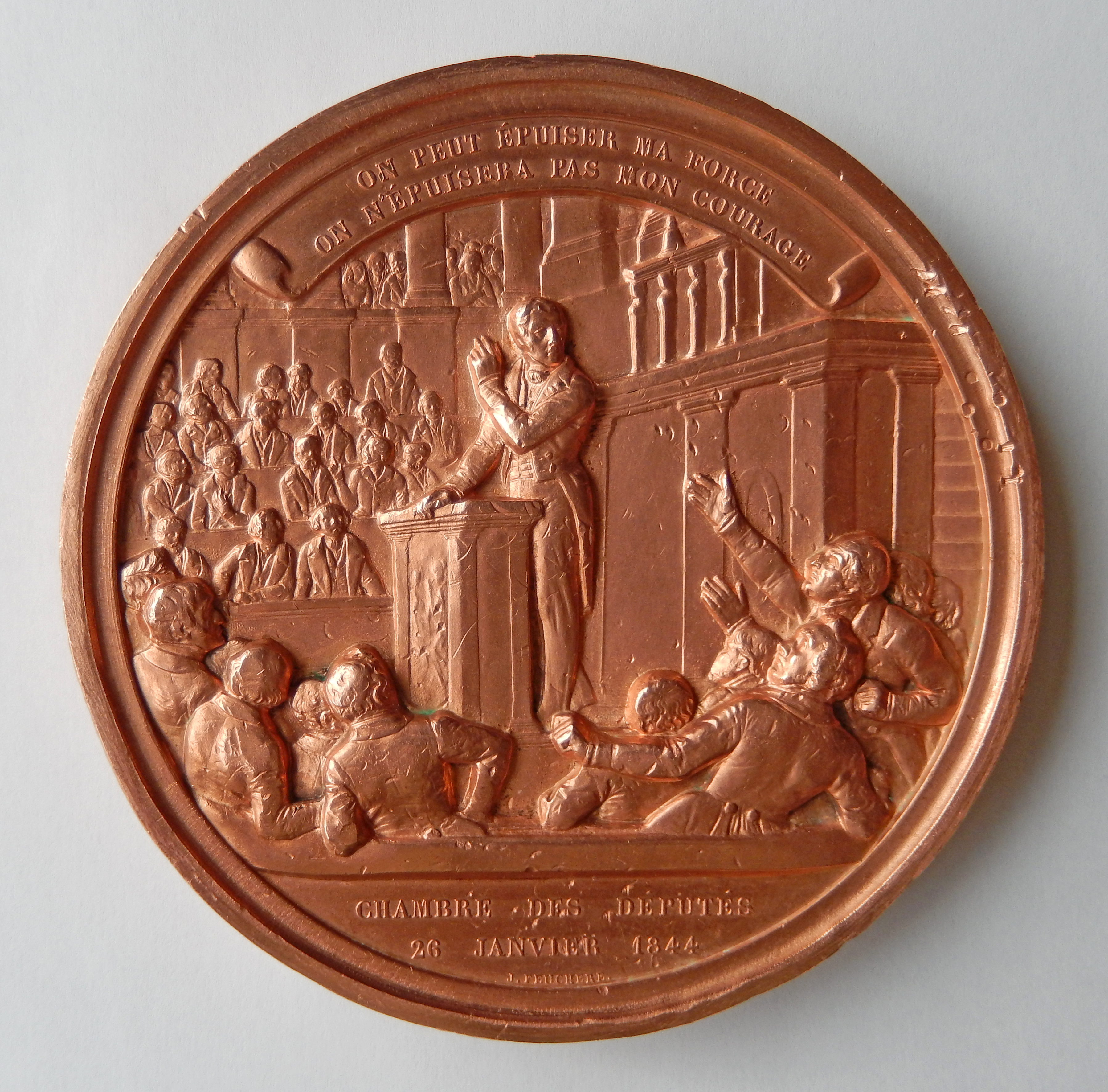
Médaille François GUIZOT (1787-1874). Graveur Jean-Jacques FEUCHERE (1807-1852), cuivre, Ø 100 mm, poids 522 g, 1844. Verso. À François Pierre Guillaume Guizot, ses amis et ses admirateurs, On peut épuiser ma force, on n'épuisera pas mon courage, Chambre des députés 26 janvier 1844.